# Keld Andersen (håndboldspiller)
 For alternative betydninger, se Keld Andersen. (Se også artikler, som begynder med Keld Andersen)
Keld Jul Andersen (født 4. marts 1946 i Odense, død 7. november 2021) var en dansk håndboldspiller der deltog under Sommer-OL 1972.
Han spillede håndbold for klubben IF Stjernen, og var topscorer for klubben i sæsonen 1972/73 i Håndboldligaen. I 1972 var han med Danmarks håndboldlandshold som endte på en trettendeplads under Sommer-OL. Han spillede i alle fem kampe og scorede syv mål. I alt spillede han 52 landskampe for Danmark. Han blev far til håndboldspilleren Anja Andersen.
Ved siden af håndbolden arbejdede han som klejnsmed. Han døde af cancer d. 6. november 2021.